# Allée du Cercle
 (août 2021).
Pour les articles homonymes, voir Cercle (homonymie).
L'allée du Cercle est une voie située dans le 19e arrondissement de Paris, en France.